# Яковлевка (Лубновский сельсовет)
 Яковлевка — деревня в Лебедянском районе Липецкой области России. Входит в состав Лубновского сельсовета.

## Топоним
Название, вероятно, дано по фамилии первопоселенца Яковлев.

## География
Деревня находится на севере центральной части Липецкой области, в лесостепной зоне, в пределах северо-восточных отрогов Среднерусской возвышенности, на Лебедянском шоссе.

### Климат
Климат характеризуются как умеренно континентальный, с умеренно холодной продолжительной зимой и тёплым летом. Среднегодовая температура воздуха составляет 4,5 °С. Средняя температура воздуха самого холодного месяца (января) — −9,5 °C; самого тёплого месяца (июля) — 19,5 °C. Среднегодовое количество атмосферных осадков составляет 500 мм, из которых около 65 — 70 % выпадает в тёплый период. Преобладающими ветрами являются юго-западный, западный и северо-западный.

## История
Яковлевка возникла как посёлок в 1923 году.
Позднее статус изменился на деревню.

## Население
| 2010 | 2012 |
| ---- | ---- |
| 15   | ↘14  |

### Историческая численность населения
В 1926 году, согласно данным переписи населения, в Яковлевке жили 66 человек.

### Национальный состав
Согласно результатам переписи 2002 года, в национальной структуре населения русские составляли 100 % из 15 чел.

## Инфраструктура
Личное подсобное хозяйство с зоной сельскохозяйственного использования, индивидуальная застройка усадебного типа.
Основа экономики — сельское хозяйство.

## Транспорт
Деревня доступна автотранспортом. Остановка общественного транспорта «Яковлевка».
Аэродром Смуглянка.